# Vicariato apostolico di Puerto Leguízamo-Solano
Il vicariato apostolico di Puerto Leguízamo-Solano (in latino: Vicariatus Apostolicus Portus Leguizamensis-Solanensis) è una sede della Chiesa cattolica in Colombia immediatamente soggetta alla Santa Sede. Nel 2022 contava 51.600 battezzati su 63.500 abitanti. È retto dal vescovo Joaquín Humberto Pinzón Güiza, I.M.C.

## Territorio
Il vicariato apostolico comprende i municipi di Leguízamo (Dipartimento di Putumayo) e di Solano (Dipartimento di Caquetá) e il distretto dipartimentale di Puerto Alegría (Dipartimento di Amazonas).
Sede del vicariato è la città di Puerto Leguízamo, dove si trova la cattedrale di Nuestra Señora del Carmen.
Il territorio è suddiviso in 8 parrocchie.

## Storia
Il vicariato apostolico è stato eretto il 21 febbraio 2013 con la bolla Caritas Domini di papa Benedetto XVI, ricavandone il territorio dai vicariati apostolici di San Vicente-Puerto Leguízamo e di Leticia.

## Cronotassi dei vescovi
Si omettono i periodi di sede vacante non superiori ai 2 anni o non storicamente accertati.
- Joaquín Humberto Pinzón Güiza, I.M.C., dal 21 febbraio 2013

## Statistiche
Il vicariato apostolico nel 2022 su una popolazione di 63.500 persone contava 51.600 battezzati, corrispondenti all'81,3% del totale.
| anno | popolazione | popolazione | popolazione | presbiteri | presbiteri | presbiteri | presbiteri                | diaconi | religiosi | religiosi | parrocchie |
| anno | battezzati  | totale      | %           | numero     | secolari   | regolari   | battezzati per presbitero | diaconi | uomini    | donne     | parrocchie |
| ---- | ----------- | ----------- | ----------- | ---------- | ---------- | ---------- | ------------------------- | ------- | --------- | --------- | ---------- |
| 2013 | 36.000      | 46.000      | 78,2        | 7          | -          | 7          | 5.142                     |         | 7         | 8         | 6          |
| 2014 | 49.000      | 59.000      | 83,1        | 12         | 1          | 11         | 4.083                     |         | 13        | 7         | 10         |
| 2017 | 48.540      | 58.660      | 82,7        | 13         | 1          | 12         | 3.733                     |         | 15        | 12        | 5          |
| 2020 | 48.638      | 58.600      | 83,0        | 13         | 2          | 11         | 3.741                     |         | 11        | 11        | 7          |
| 2022 | 51.600      | 63.500      | 81,3        | 15         | 4          | 11         | 3.440                     |         | 11        | 15        | 8          |